# Hængefærgen Osten–Hemmoor
Hængefærgen Osten–Hemmoor er en hængefærge som krydser floden Oste mellem byerne Osten og Hemmoor i Niedersachsen, Tyskland.

## Historie
Broen ligger på en handelsrute hvor trafikken i de første år af det 20. århundrede var stærk stigende, så den hidtidige færgerute over Oste ikke længere havde tilstrækkelig kapacitet. En svingbro som kunne åbnes for skibstrafikken, ville blive for dyr, så i 1905 besluttede Osten kommune at bygge hængefærgen. Den blev indviet i 1909.
I 1974 blev der bygget en ny bro over Oste i forbindelse med en ny omfartsvej, og det var planlagt at hængefærgen skulle rives ned. Det blev forhindret da hængefærgen blev fredet som et teknisk kulturminde samme år. Færgen blev overtaget af en støtteforening som drev den som et turistmål indtil 2001 hvor driften blev midlertidigt stoppet da den behøvede omfattende reparationer og vedligeholdelse. Der blev indsamlet ca. 1,1 millioner euro til dette fra statsmidler og private. Driften blev genoptaget 21. april 2006.

## Beskrivelse
Broen er stålgitterbro som understøttes af to ben i hver side. Platformen bæres af en stålramme som udgår fra en vogn med fire hjul som kører på skinner monteret på broens nederste bjælker.
Tekniske specifikationer:
- Spænd: 80,0 m
- Gitterhøjde: 8,0 m
- Højde under broen ved normal vandstand: ca. 27,0 m
- Skinner og vogn: skinnelængde 90 m, sporvidde 9,2 m, akselafstand: 8,0 m
- Platform: bredde 4,3 m, længde 16,0 m, bæreevne 18 t, hastighed 0,4 m/s